# 1538
| [ Edytuj tabelę ]              | |
| Król Polski                    | - 1507 Zygmunt I Stary 1548 - 1530 Zygmunt II August 1572 |
| Współksiążęta Andory           | - 1534 Francisco de Urríes 1551 - 1517 Henryk II 1555 |
| Król Anglii                    | - 1509 Henryk VIII 1547 |
| Władca Azteków                 | - 1536 Diego Huanitzin 1541 |
| Elektor Brandenburgii          | - 1535 Joachim II Hektor 1571 |
| Książę Bawarii                 | - 1508 Wilhelm IV 1550 - 1516 Ludwik X 1545 |
| Sułtan Brunei                  | - 1521 Abdul Kahar 1575 |
| Cesarz Chin                    | - 1521 Jiajing 1566 |
| Król Czech                     | - 1526 Ferdynand I Habsburg 1564 |
| Król Danii                     | - 1534 Chrystian III 1559 |
| Dalajlama                      | - 1475 Gendun Gjaco 1541 |
| Cesarz Etiopii                 | - 1508 Lybne Dyngyl 1540 |
| Król Francji                   | - 1515 Franciszek I 1547 |
| Król Hiszpanii                 | - 1516 Karol I 1556 |
| Hrabia Holandii                | - 1515 Karol I Habsburg 1555 |
| Szach Iranu                    | - 1524 Tahmasp I 1576 |
| Państwo Wielkich Mogołów       | - 1530 Humajun 1540 |
| Władca Inków                   | - 1533 Manco Inca 1545 |
| Lord Irlandii                  | - 1509 Henryk VIII Tudor 1542 |
| Cesarz Japonii                 | - 1526 Go-Nara 1557 |
| Kalif                          | - 1520 Sulejman I 1566 |
| Patriarcha Konstantynopola     | - 1522 Jeremiasz I 1545 |
| Władca Korei                   | - 1506 Chungjong 1544 |
| Wielki książę litewski         | - 1506 Zygmunt I Stary 1548 - 1530 Zygmunt August 1569 |
| Sułtan Maroka                  | - 1524 Abu al-Abbas Ahmad 1545 |
| Senior Monako                  | - 1532 Honoriusz I 1581 |
| Wielki książę moskiewski       | - 1533 Iwan IV Groźny 1547 |
| Król Nawarry                   | - 1516 Henryk II 1555 |
| Król Norwegii                  | - 1534 Chrystian III 1559 |
| Sułtan Omanu                   | - 1529 Bakarat ibn Muhammad 1560 |
| Elektor Palatynatu             | - 1508 Ludwik V 1544 |
| Papież                         | - 1534 Paweł III 1549 |
| Król Portugalii                | - 1521 Jan III 1557 |
| Książę w Prusach               | - 1525 Albrecht 1568 |
| Cesarz Rzymski (niemiecki)     | - 1519 Karol V Habsburg 1558 |
| Kapitanowie Regenci San Marino | - 1537 Giuliano di Marino Righi Giacomo di Antonio Giannini 1538 - 1538 Francesco di Simone Belluzzi Girolamo di Giuliano Gozi 1538 - 1538 Carlo di Cristofaro Gianolini Cristofaro di Marino Giangi 1539 |
| Elektor Saksonii               | - 1532 Jan Fryderyk I 1547 |
| Król Szkocji                   | - 1513 Jakub V 1542 |
| Król Szwecji                   | - 1521 Gustaw I Waza 1560 |
| Król Tajlandii                 | - 1534 Chaiya Racha Thirat 1546 |
| Sułtan Turków                  | - 1520 Sulejman Wspaniały 1566 |
| Doża Wenecji                   | - 1523 Andrea Gritti 1538 - 1538 Pietro Lando 1545 |
| Król Węgier                    | - 1526 Ferdynand I 1564 - 1526 Jan Zápolya 1540 |

Rok 1538 / MDXXXVIII
stulecia: XV wiek ~
XVI wiek ~
XVII wiek

lata: 1528 «
1533 «
1534 «
1535 «
1536 «
1537 «
1538
» 1539
» 1540
» 1541
» 1542
» 1543
» 1548

## Wydarzenia w Polsce
- 18 stycznia – w Piotrkowie rozpoczął obrady sejm[1].
- 1 lutego – polskie chorągwie pograniczne poniosły klęskę nad rzeką Seret, w bitwie z wojskiem mołdawskim.
- 19 grudnia – w Krakowie rozpoczął obrady sejm[2].

- W Polsce zaczęto rozróżniać kary wieży dolnej i wieży górnej.
- Wprowadzenie mocji w prawie polskim.

## Wydarzenia na świecie
- 24 lutego – zawarto tajny układ w Wielkim Waradynie pomiędzy rywalami do korony węgierskiej, królem Niemiec Ferdynandem Habsburgiem i Janem Zápolyą, w którym Zápolya został uznany za dożywotniego władcę Węgier, w zamian za zapewnienie Habsburgom następstwa tronu.
- 26 kwietnia – wojna domowa w Peru: w bitwie pod Las Salinas wojska braci Gonzalo i Hernando Pizarrów pokonały konkwistadorów pod dowództwem Diega de Almagro.
- 26 maja – Jan Kalwin został wypędzony z Genewy.
- 6 sierpnia – hiszpański podróżnik i konkwistador Gonzalo Jiménez de Quesada założył Bogotę.
- 28 września – wojna wenecko-turecka: wygrana przez Turków bitwa morska pod Prevezą.
- 28 października – w dzisiejszej stolicy Dominikany założono pierwszy uniwersytet – Universidad Autónoma de Santo Domingo.
- 17 grudnia – papież Paweł III nałożył ekskomunikę na króla Anglii Henryka VIII.

## Urodzili się
- 8 lipca – Alberto Bolognetti, włoski duchowny katolicki, biskup Massy Marittimy, nuncjusz apostolski, kardynał (zm. 1585)
- 2 października – Karol Boromeusz, włoski kardynał, arcybiskup Mediolanu, święty katolicki (zm. 1584)
- 31 października lub 30 sierpnia – Cezary Baroniusz, włoski historyk Kościoła, kardynał (zm. 1607)
- 16 listopada – Turybiusz de Mogrovejo, hiszpański duchowny katolicki, prymas Peru, święty (zm. 1606)

## Zmarli
- 12 lutego – Albrecht Altdorfer, niemiecki malarz, grafik i architekt (ur. ok. 1480)
- 18 lutego – Jan z Książąt Litewskich, polski duchowny katolicki, biskup wileński i poznański, sekretarz królewski, nieślubny syn Zygmunt I Starego (ur. 1499)
- 8 lipca – Diego de Almagro, hiszpański konkwistador (ur. 1475)